# Agolada
Agolada är en kommun i Spanien. Den ligger i provinsen Pontevedra i den autonoma regionen Galicien i nordvästra delen av landet, 400 km nordväst om huvudstaden Madrid. Antalet invånare är 2 282 (2024). Arean är 147,85 kvadratkilometer. Agolada gränsar till Rodeiro, Lalín, Vila de Cruces, Santiso och Palas de Rei. 